# Puig de Balaguer
El Puig de Balaguer és una muntanya de 361 metres que es troba al municipi d'Espolla, a la comarca catalana de l'Alt Empordà. Al cim d'aquesta muntanya s'hi pot trobar el dolmen del mateix nom, al vessant nord. Al vessant sud hi ha una mina d'uns 100 m de llargada que s'endinsa a la muntanya i que va ser construïda després de la Guerra Civil com a dipòsit de municions. Aquesta mina ha deixat una tartera artificial amb la runa que es va treure per a construir-la.